# Сонет (вірш Лесі Українки)
«Соне́т» — вірш Лесі Українки.
Вперше надруковано у збірці «На крилах пісень», 1893, стор. 36. Поміщене також у київському виданні збірки.
Автограф — ІЛІШ, ф. 2, № 747, стор. 42.